# Furcie Tirolien
Pour les articles homonymes, voir Tirolien.
Furcie Tirolien, né le 30 janvier 1886 à Grand-Bourg et mort le 28 août 1981 dans la même commune, est un enseignant et homme politique français.

## Biographie
Instituteur en Guadeloupe, il se lance en politique en 1925 en devenant maire radical-socialiste de Grand-Bourg, sa commune natale. Il le reste jusqu'en 1940, année où il est révoqué par le régime de Vichy. 
À la Libération, il retrouve ses fonctions à la tête de la commune et les conserve jusqu'en 1965. 
En 1945, il remporte le siège de conseiller général du canton de Grand-Bourg et siège sur les bancs de l'assemblée départementale pendant vingt-cinq ans. Trois ans plus tard, il est élu président du conseil général, après l'avoir été entre 1931 et 1935 et entre 1938 et 1939.
Figure importante du gaullisme en Guadeloupe et proche d'Eugénie Éboué-Tell, il est désigné numéro un de la liste présentée par le RPF et le RGR et devient député de l'île en juin 1951. Si son élection est contestée, elle est validée par l'Assemblée. Il siège alors dans le groupe RPF puis, à partir de mai 1953, dans celui des Républicains sociaux. Il est réélu en janvier 1956.
Ne se représentant pas en 1958, lors des premières élections législatives de la Ve République, il met fin à sa carrière nationale. Il conserve cependant ses mandats de conseiller général et de maire quelques années durant.
Il décède le 28 août 1981 dans la commune qui l'a vu naître.
Il est le père du poète Guy Tirolien et l'oncle de Patrice Tirolien, maire de Grand-Bourg de 1989 à 2013.

## Détail des fonctions et des mandats
Mandat parlementaire
- 17 juin 1951 - 8 décembre 1958 : député de la Guadeloupe

Mandats locaux
- 1925 - 1940 : maire de Grand-Bourg
- 1931 - 1935 : président du conseil général de la Guadeloupe
- 1938 - 1939 : président du conseil général de la Guadeloupe
- 1945 - 1970 : conseiller général du canton de Grand-Bourg
- 1945 - 1965 : maire de Grand-Bourg
- 1949 - 1950 : président du conseil général de la Guadeloupe